# 元素合成
元素合成（げんそごうせい、Nucleosynthesis）とは、核子（陽子と中性子）から新たに原子核を合成する事象である。原子核合成、核種合成とも。
例えば、水素と重水素を非常に強い力によってぶつけると、その二つの元素が合成されてヘリウムが作られる。
ビッグバン理論によれば、核子はビッグバン後宇宙の温度が約200 MeV（約2兆K）まで冷えたところで、クォークグルーオンプラズマから生成された。数分後、陽子と中性子からはじまり、リチウム7（7Li）とベリリウム7（7Be）までの原子核が生成されるが、リチウム7やベリリウム7は崩壊し、宇宙に多く貯蔵されるには至らない。ヘリウムより重い元素の合成は概ね恒星での核融合や核分裂により生じる。また、鉄より重い元素はほとんどが超新星爆発の圧力によってのみ生成される。
今日、地球上の自然界を構成する多くの元素はこれらの元素合成を通して作られたものである。

## ビッグバン原子核合成
宇宙の初期において存在した原子は中性水素（軽水素）（1H）の原子核－単体の陽子－と単体の中性子だけである。宇宙が十分に冷えてくると陽子と中性子が衝突して重水素（2H）が作られるようになる。重水素に中性子が捕獲されると三重水素（3H）、もしくは三重水素がベータ崩壊してヘリウム3（3He）となる。さらに中性子を捕獲してヘリウム4（4He）までは簡単に作られる。この中で中性水素が最も安定であり、またヘリウム4も安定であるので、この2つの核種が蓄積する。質量数5の安定な核種は存在しないので宇宙の初期における原子核合成はこれ以上進まない。ごく少数この先のリチウム7（7Li）やベリリウム7（7Be）が作られるが、質量数8の安定な核種は存在しないので、これ以上進むことはまずない。
これらの原子核は、ビッグバンから約1億年後、互いの重力により塊を形成し、第1世代の星を構成する原子核となる。また中心部分で恒星での原子核合成がはじまると、星として輝き始める。

## 恒星での原子核合成
恒星内部で核融合反応が起こり、ヘリウム4から鉄56までの原子核が作られる。
まず水素が燃焼（核融合）してヘリウム4が生成されるが、これには陽子-陽子連鎖反応とCNOサイクルの二通りの反応経路がありうる。前者は太陽のような質量の小さな恒星や、炭素などの重元素に乏しい恒星で起きる。後者は炭素・窒素・酸素の原子核を触媒とする速い反応で、触媒元素の豊富にある大質量星で主に起きる。
ヘリウム4が2つ集まるとベリリウム8が合成されるが、これは不安定であり、すぐに崩壊してしまう。しかしながら、恒星内部にヘリウム4が蓄積され、十分大きな密度と温度になると、ベリリウム8が崩壊するまでのわずかな間にヘリウム4が融合して炭素12が合成される（トリプルアルファ反応）。この炭素12は安定である。炭素12とヘリウム4の融合は酸素16を、酸素16同士の融合はケイ素28とヘリウム4を合成する。このように炭素12の合成により、その後の核反応プロセスが続いていくことが可能になる。恒星の内部ではこれ以外にも幾つかの過程を経て鉄56までの軽い核種が出来る。鉄56とケイ素28は全核種の中で最も安定な核種であり、恒星の内部ではこれ以上に重い核種は合成されない。

## 超新星爆発での原子核合成
鉄56より重い核種は中性子捕獲とベータ崩壊によって作られる。重元素が恒星の寿命程度の時間スケールで中性子捕獲を行う過程は、ゆっくりとしているためsプロセス(Slow Process)と呼ばれる。巨大な恒星がその寿命を終える時、超新星爆発を起こす。その際の膨大な圧力や熱といったエネルギーによってウラン238以上の重い核種までを一度に大量に合成する。この核種合成は急速であるためrプロセス(Rapid Process)と呼ばれる。中性子過剰核などの不安定核を経由する反応であるため、このプロセスの詳細なシナリオを解明するための実験が行われている。生成された重い核種の多くは不安定で、すぐに崩壊して（鉄56などの安定な）軽い核種へと移行する。ビスマス209の様な長寿命元素は現在でも地球に存在している。ウラン238より重い原子核の寿命は地球の年齢（約46億年）よりかなり短いため、現在の地球には存在しない。
このプロセスにより合成された原子核は、第2世代の星を構成する原子核となる。

## 宇宙線による核破砕
宇宙線による核破砕(en:Cosmic ray spallation)（宇宙線による核破砕反応）は、最も軽い核種の一部を作る。ヘリウム3とリチウム、ベリリウム、ホウ素は、核破砕により生成したと考えられている。核破砕は宇宙線（多くは高速の陽子）の星間物質への衝突により生じる。宇宙線の衝突により、炭素、窒素、酸素は破砕される。
ベリリウムとホウ素は星間物質ではそれほど生成されない。

## 人工的な元素合成
現代では加速器や原子炉の発達によって人工的に元素合成を起こすことができるようになった。
特にウランの重さを超える、超ウラン元素に関しては、超新星爆発などで生じる可能性もあるものの、その原子核が崩壊するまでの期間（半減期）が非常に短いために、自然環境下の地球では見ることができない。これまでに実験で立証されたこれらの元素は人間が人工的に元素合成を起こして作り出したものである。理論としては単純であり、元素同士を衝突させ、核融合を起こさせる事によって92番のウラン元素を超える重さの元素を作り出すことがこれにあたる。多くの場合元素は衝突しても、融合せずに崩壊をおこし、超ウラン元素になるものは少ない。一番有名な人の手で作られた合成元素にはプルトニウムが上げられる。これらの超ウラン元素は長いものでも数百万年、短いものでは数秒未満といった物理学的には短い期間で崩壊する。先進国では物理学研究の推進とともにこれらの重元素の発見のための研究が行われている。
一方、これに対して超高温、超高圧を生み出すことで質量の軽い水素と重水素を合成する元素合成に関しても研究が行われている。この合成形態は一般的に核融合として知られており、取り出せるエネルギーが非常に大きいために未来のエネルギー源として先進各国で研究が精力的に行われている。